# Sindromul Omenn
Sindromul Omenn (MIM 603554) sau reticuloendotelioza Omenn, deficitul imunitar combinat sever cu hipereozinofilie este o formă autozomal-recesivă rară a deficitului imunitar combinat sever (DICS) cauzată de mutații în genele de activare a recombinării Rag-1 sau Rag-2, caracterizat prin eritrodermie maculopapulară exsudativă de tip atopic, pahidermie, descuamare, alopecie, simptome digestive (diaree cronica), retard staturoponderal, poliadenopatie, hepatosplenomegalie, febră. Este un sindrom rar, cu o prevalență de1/50.000. 

## Descrierea sindromului

### Simptome
Anomaliile principale biologice sunt hipereozinofilia medulară și sanguină, hipergamaglobulinemia E, creșterea numărului de limfocite T circulante HLA Dr+ și  CD 25+ și hipogamaglobulinemia legată de un  deficit de limfocite B. Tratamentul constă în transplanul de măduvă osoasă.
Sindromul Omenn a fost prima dată descris în 1965 de Gilbert S. Omenn, genetician american, în timp ce el a era student în anul IV la Harvard Medical School.
Sindromul Omenn este caracterizat prin debut foarte precoce în  perioada postnatală  cu o eritrodermie difuză și pahidermie, o alopecie care afectează în mod specific scalpul și sprâncenele. Acestă eritrodermie este asociată cu o diaree severă, responsabilă de denutriție, infecții severe și recurente. 

### Rezultatele diferitelor examene
Examenul clinic constatată cvasiconstant  o hepatosplenomegalie și adenopatii voluminoase. 
Examenul biologic arată o hiperlimfocitoză constantă (10000 - 20000/mm3) și o hipereozinofilie. 
Examenul anatomopatologic arătă în mod constant o infiltrare masivă a dermului, a epidermului și a intestinului cu limfocite T. Cu toate acestea, ganglionii, în ciuda hipertrofiei, sunt locul unei depleții limfocitare. Ca și în cazul deficitelor imunitare combinate severe (DICS), timusul este hipoplazic. 
Limfocitele T circulante sunt în general active, după cum reiese din prezența unor markeri de activare pe suprafața lor, cum ar fi CD25 și moleculele HLA din clasa II. Fenotipul acestor limfocite T se caracterizează prin prezența unei subpopulații predominante și cvasiexclusive și care diferă de la un pacient la altul. Aceste limfocite nu sunt de origine materna, ceea ce exclude diagnosticul diferențial de reacție a grefonului împotriva gazdei maternofetale grave din cadrul unei DICS. In vitro, ele proliferează slab în prezența mitogenului, dar nu sunt activate de antigene. Există o hipogamaglobulinemie adesea profundă asociată cu hiper-IgE. Limfocitele B circulante nu sunt, de obicei, detectabile. 
Studiul de biologie moleculară a rearanjărilor genelor V, D si J a arătat că hiperlimfocitoza T este cauzată de expansiunea unor clone. Interesant este faptul că acest sindrom poate fi găsit în fratria pacienților cu o formă tipică de DICS cu absența limfocitelor B în două familii distincte, ceea ce sugerează că sindromul Omenn este o formă de expresie fenotipică a unui DICS cu activare majoră a limfocitelor T autoreactive. 
Sindromul Omenn este cauzat de mutații în genele de activare a recombinării Rag-1 sau Rag-2 de pe cromozomul 11p.